# Pseudosiderastrea tayami
Pseudosiderastrea tayamai là một loài san hô trong họ Rhizangiidae. Loài này được Yabe & Sugiyama mô tả khoa học năm 1935.